# Magico Primario
Il Magico Primario è un movimento artistico di impronta post-modernista che trae il suo nome dall'omonima mostra del 1980 svoltasi a Palazzo dei Diamanti di Ferrara.
Il movimento è stato teorizzato nel 1980 dal critico e storico d'arte Flavio Caroli.
La corrente è caratterizzata dal recupero delle più varie esperienze figurative del XX secolo allo scopo di superare i concetti dell'Avanguardia e di rifondare l'arte moderna su valori concreti, tornando alla tradizione e alla figurazione.
Come spiegato dallo stesso fondatore il termine Magico allude alla possibilità di una nuova Bellezza e Seduzione dopo le astinenze del Concettuale, mentre il termine Primario propone la ricerca delle entità archetipe da sempre annidate nel cuore dell'uomo.
Parteciparono al movimento gli artisti Luciano Bartolini, Omar Galliani, Luigi Mainolfi, Aldo Spoldi, Salvo (Salvatore Mangione), Valerio Cassano, Luciano Castelli, Nino Longobardi, Luigi Giandonato, Gianfranco Notargiacomo, Marcello Jori.